# LLPW認定6人タッグ王座
LLPW認定6人タッグ王座（エル・エル・ピー・ダブリューにんていろくにんタッグおうざ）は、LLPWが管理、認定していた王座。

## 歴史
1996年6月20日、LLPW北沢タウンホール大会で行われた初代王座決定6人タッグリーグに優勝したキャロル美鳥&紅夜叉&二上美紀子組が初代王者になった。
2002年10月21日、王者の遠藤美月&青野敬子&天野理恵子組が仲間割れにより返上。その後、王座決定戦が行われないまま事実上封印状態となる。

## 歴代王者
| 歴代   | タッグチーム                                                     | 戴冠回数 | 防衛回数 | 獲得日付       | 獲得場所 （対戦相手・その他）                         |
| ------ | ---------------------------------------------------------------- | -------- | -------- | -------------- | ----------------------------------------------------- |
| 初代   | 決起軍 （キャロル美鳥&紅夜叉&二上美紀子）                        | 1        | 2        | 1996年6月20日  | 北沢タウンホール 天界二十八部衆カルラ&神取忍&風間ルミ |
| 第2代  | 平成裁恐猛毒GUREN隊 （イーグル沢井&シャーク土屋&長嶋美智子）     | 1        | 2        | 1996年8月11日  | 後楽園ホール                                          |
| 第3代  | 決起軍 （キャロル美鳥&紅夜叉&二上美紀子）                        | 2        | 1        | 1997年5月14日  | 後楽園ホール                                          |
| 第4代  | 平成裁恐猛毒GUREN隊 （ライオネス飛鳥&イーグル沢井&シャーク土屋） | 1        | 0        | 1997年8月15日  | 後楽園ホール                                          |
| 第5代  | 立野記代&風間ルミ&紅夜叉                                         | 1        | 0        | 1997年12月12日 | 後楽園ホール                                          |
| 第6代  | 平成裁恐猛毒GUREN隊 （ライオネス飛鳥&イーグル沢井&シャーク土屋） | 2        | 不明     | 1998年9月15日  | 横浜文化体育館                                        |
| 第7代  | 立野記代&ハーレー斉藤&青野敬子                                   | 1        | 不明     | 1999年4月25日  | 後楽園ホール                                          |
| 第8代  | 風間ルミ&イーグル沢井&キャロル美鳥                               | 1        | 不明     | 2000年1月4日   | 後楽園ホール 2000年4月19日に仲間割れのため返上        |
| 第9代  | ブラックジョーカー （風間ルミ&イーグル沢井&井上貴子）            | 1        | 3        | 2000年9月2日   | 横浜文化体育館 豊田真奈美&高橋奈苗&脇澤美穂           |
| 第10代 | 遠藤美月&青野敬子&天野理恵子                                     | 1        | 0        | 2002年6月15日  | 桂スタジオ 2002年10月21日に仲間割れのため返上         |